# Nabis maculatus
Nabis maculata
Espèce
Synonymes
- †Nabis maculata Heer, 1853

Nabis maculatus est une espèce fossile d'insectes hétéroptères de la famille des Nabidae.

## Classification
L'espèce Nabis maculata est décrite par Oswald Heer en 1853 et par Nicolas Théobald en 1937,. Cet échantillon R633, de l'ère Cénozoïque, et de l'époque Oligocène (33,9 à 23,03 Ma) fait partie de la collection Mieg conservée au musée d'histoire naturelle de Bâle et a été trouvé dans des marnes en plaquettes d'âge sannoisien moyen du gisement de Kleinkembs.
En 1937, cette espèce est considérée comme faisant partie de la famille des Reduviidae.

### Confirmation du genre
Selon Paleobiology Database en 2023, cette espèce est confirmée en 2020 dans le genre Nabis par Daniel R. Swanson (d) et Sam William Heads (d).

## Description

### Caractères
La diagnose de Nicolas Théobald en 1937,

« Cette espèce a été décrite de Radoboj par O. Heer. Förster a figuré un mauvais échantillon venant des marnes en plaquettes de Brunstatt. La coll. Mieg de Bâle renferme un exemplaire (R633) venant de Kleinkembs (voir fig. 13 de la pl. XIX).
Tête manque. Prothorax subcarré, légèrement contracté à l'avant ; montre deux renflements latéraux ; bord postérieur droit ; surface ornée de fines ponctuations ; écusson triangulaire, surface apparaît comme chagrinée par de fines stries transversales qui lui donnent un aspect plissoté. Élytres à bord presque parallèles dans la position de repos ; corie allongée, ornée de fines ponctuations ; nervures assez bien visibles (v. figure) ; membrane transparente avec quelques nervures plus ou moins effacées ; élytres arrondis à l'apex, recouvrant entièrement l'abdomen. Pattes normales, assez longues ; cuisses non renflées ; tibias finement poilus, légèrement renflés à l'extrémité ; tarse formé de trois articles, le dernier portant deux griffes. ».

### Dimensions
Cet insecte a une longueur du thorax et de l'abdomen de 12,5 mmm.

### Affinités
« L'échantillon de Kleinkembs est identique à celui de Brunstatt décrit par Bruno Förster sous le nom de Harpactor cf. gracilis. Mais il ne peut s'agir de ce genre, la nervation des ailes étant très différente. Par contre ces formes sont identiques à celles décrites par Heer sous le nom de Nabis maculata de Radoboj. Pourtant l'attribution au g. Nabis peut être mise en doute, les pattes et la forme du corps étant plus robustes que les espèces actuelles de ce genre. ».

## Biologie
« Les espèces Nabis, d'une extension presque universelle vivent dans les herbes et buissons. ».

## Galerie
- Quelques espèces vivantes du genre Nabis.
- Nabis brevis.
- Nabis ferus.
- Nabis lineatus.
- Nabis rugosus.

### Publication originale
- [1853] (de) Oswald Heer, Die Insektenfauna der Tertiärgebilde von Oeningen und von Radoboj in Croatien. Dritte Theil: Rhynchoten, 1853, 1-138 p.